# داج دارت (پی‌اف)
داج دارت یک سدان کامپکت موتور جلو-محور جلو است که توسط اف‌سی‌ای یواس، یکی از شرکت‌های تابعه گروه فیات کرایسلر، تولید و به بازار عرضه‌شد. این خودرو برای اولین بار در سال ۲۰۱۲ در نمایشگاه بین‌المللی خودروی آمریکای شمالی در دیترویت، میشیگان به نمایش درآمد. در برخی از بازارهای غیر ایالات متحده، دوج دارت با نام فیات ویاجو به فروش می‌رسید.
دارت (پی‌اف) اولین سدان کامپکت داج از زمان توقف تولید مدل نئون در سال ۲۰۰۵ بود. نام دارت توسط دوج برای مدل‌های ۱۹۶۰–۱۹۷۶ برای مدل‌های اندازه بزرگ، انداره متوسط و در نهایت کامپکت استفاده شد.

## تاریخچه
یک خودروی مفهومی مینی ام‌پی‌وی توسط کرایسلر طراحی و توسعه یافت و در سال ۲۰۰۶ با نام داج هورنت معرفی شد. این اولین تلاش داج برای ساخت خودرویی به اندازه آن بود و انتظار می‌رفت این خودرو در سال ۲۰۱۰ عرضه شود. این مفهوم به دلیل بحران مالی ۲۰۰۹ و تغییر ساختار گروه کرایسلر کنار گذاشته شد. پس از ادغام کرایسلر با فیات در اواخر سال ۲۰۱۰، مفهوم کوچک دوج هورنت شکل جدیدی به خود گرفت و پلت‌فرم فیات را به اشتراک گذاشت. در دسامبر ۲۰۱۱، خودروساز اعلام کرد که سدان کوچک جدید داج دارت نامیده می‌شود.
دارت برای فروش در نمایندگی‌های ایالات متحده در اواخر ژوئن ۲۰۱۲ برنامه‌ریزی شده بود. تولید مدل آئرو در سه‌ماهه سوم سال ۲۰۱۲ آغاز شد. تولید مدل جی‌تی در سه‌ماهه سوم سال ۲۰۱۳ آغاز شد.
در مارس ۲۰۱۴ و در نمایشگاه خودرو ژنو، سرجیو مارکیونه در مورد تولید احتمالی یک مدل هاچ‌بک برای بازار آمریکای شمالی اظهار نظر کرد و گفت: «به مصرف‌کنندگان آمریکای شمالی ما به تدریج جایگزین‌هایی با هزینه مشابه یا نزدیک به هزینه ارائه می‌شود» و خریداران بالقوه ممکن است فیات ۵۰۰ایکس یا جیپ رنگید باشد.

## امکانات

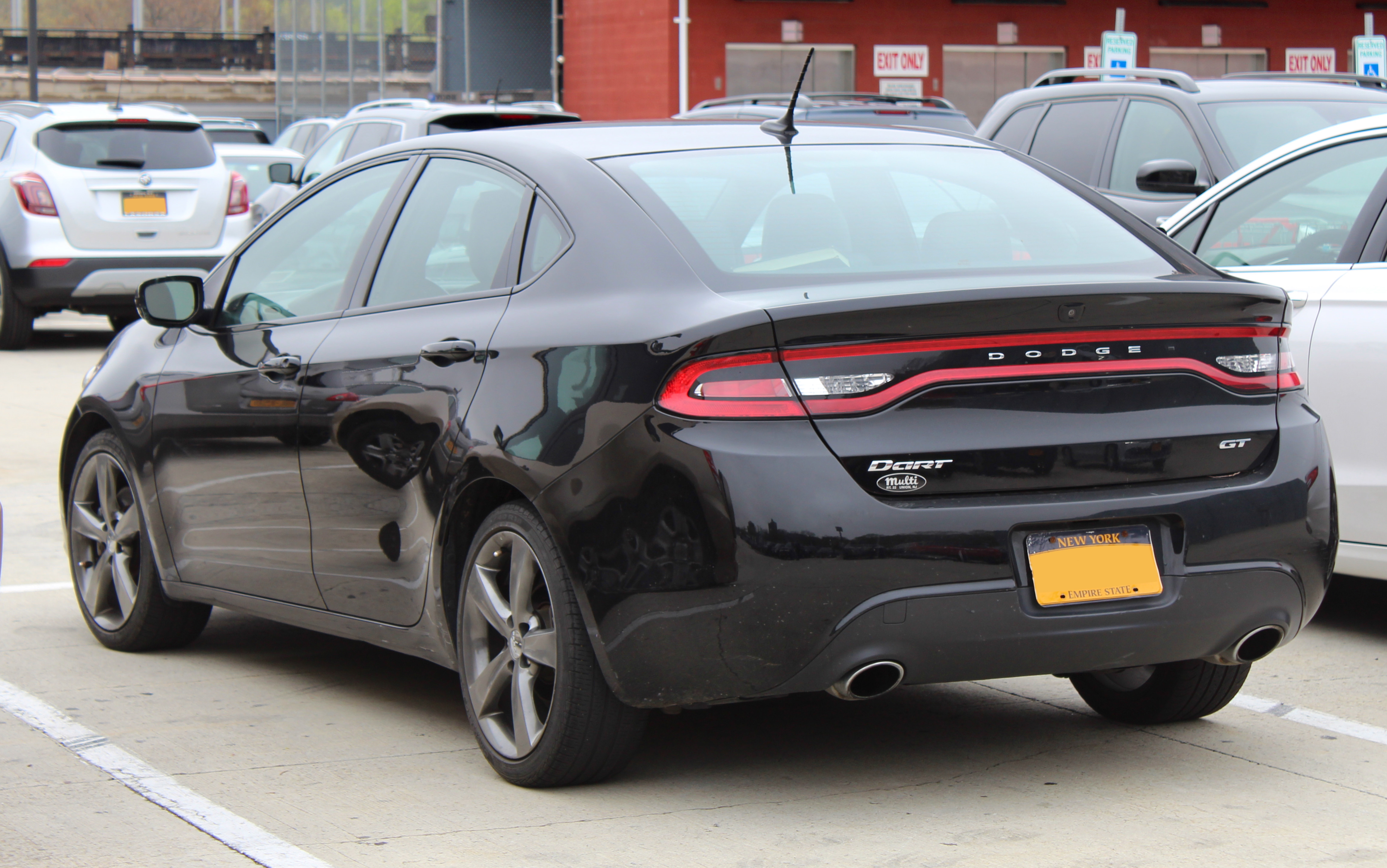
داج دارت جی‌تی (نمای عقب)

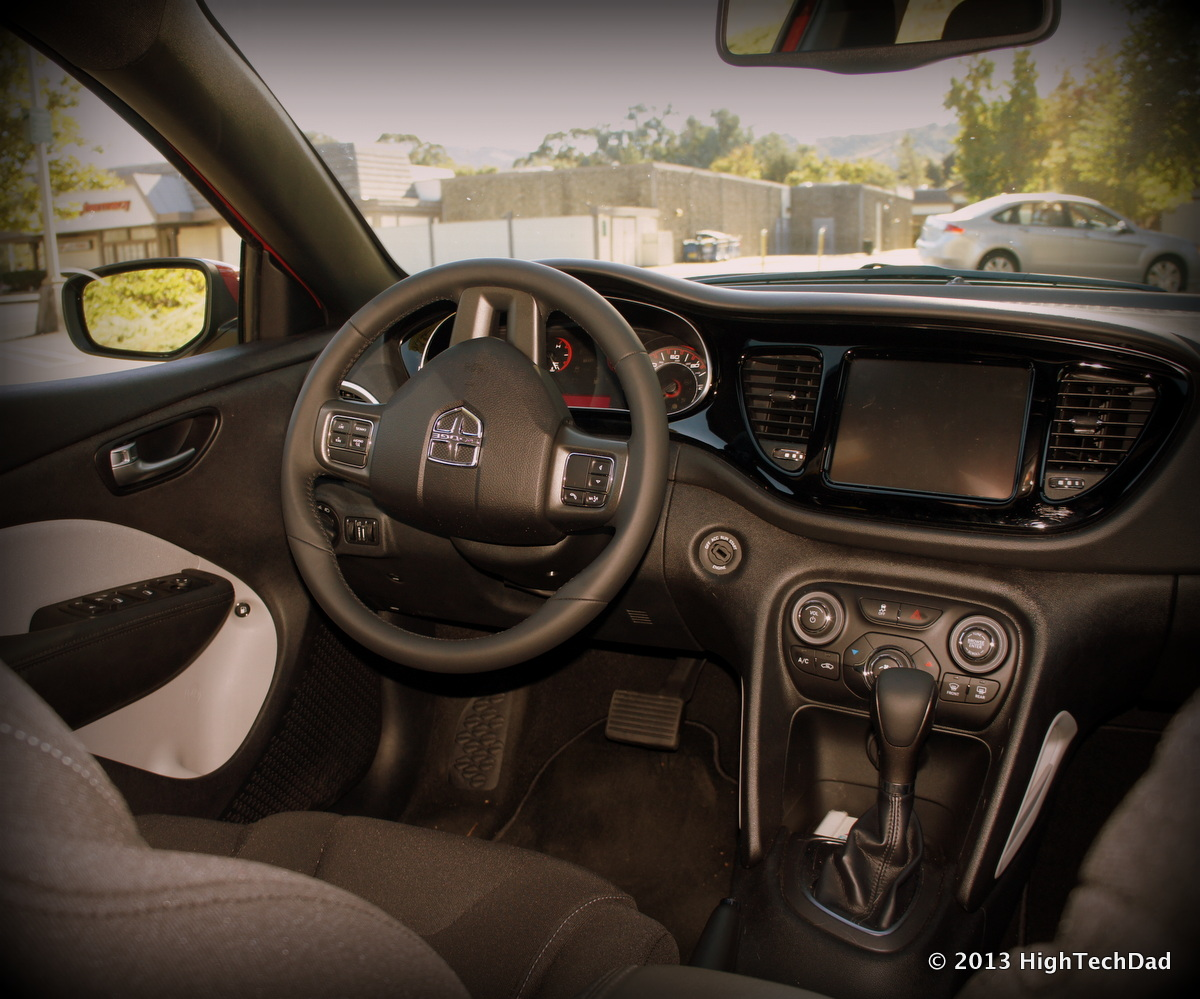
نمای داخلی

دارت دارای سه گزینه انتقال است، از جمله گیربکس اتوماتیک پاورتک ۶اف۲۴ از هیوندای، که با فرمان برقی تقویت‌شده همراه است و همچنین دارای حسگر و موتور الکتریکی است که روی قفسه نصب‌شده‌است. فضای داخلی با ۱۲ ترکیب رنگ/پارچه مختلف و سیستم‌های اختیاری روشنایی محیط قابل تنظیم است. صندلی‌های چرمی ارتقا یافته هستند. داشبورد دارای ۷-اینچ (۱۷۸-میلیمتر) صفحه نمایش رنگی TFT، یک «قاب جزیره‌ای شناور» که بین سنج‌های گرد سنتی قرار می‌گیرد، که به‌صورت گرافیکی اطلاعات کامپیوتر سفر و سامانه ناوبری را نشان می‌دهد. این یکپارچه‌شده‌است تا به‌نظر برسد که بخشی از خود خوشه سنج است، نه یک صفحه نمایش جداگانه. فضای ذخیره‌سازی شامل جعبه دستکش، کنسول مرکزی با جک‌های الکترونیکی کمکی و جیب‌های نقشه کنسول است. حجم صندوق عقب ۱۳٫۱ فوت مکعب (۳۷۰ لیتر) است.
در سال ۲۰۱۴، تمام دارت‌ها به غیر از اس‌ئی تلفن استاندارد یو کانکت بلوتوث را برای سال ۲۰۱۴ دریافت کردند. بسته بکتاپ با رینگ‌های آلیاژی مشکی و رنگ‌های مشکی برای همه مدل‌ها به جز اس‌ئی و لیمیتد، و همچنین بسته ظاهری نسخه کالیفرنیا برای SXT و لیمیتد، هر دو برای سال ۲۰۱۴ در دسترس قرار گرفتند.
دارت اولین سدان کامپکتی بود که دارای سیستم تشخیص موانع عقب و نظارت بر نقاط کور بود. نسخه دارت با رانندگی ترکیبی تنظیم‌نشده مصرف سوختی معادل ۴۰ مایل بر گالون آمریکایی (۵٫۹ لیتر بر ۱۰۰ کیلومتر؛ ۴۸ مایل بر گالون بریتانیایی) را دارا بود و این امکان را برای فیات فراهم کرد تا ۵ درصد از سهام گروه کرایسلر را به‌دست‌آورد.
دارت از سیستم تعلیق مشابه آلفارومئو جولیتا استفاده می‌کند: در جلو دارای سامانه تعلیق مک فرسون مستقل، فنرهای سیم پیچ، دمپرهای دو لوله و نوار تثبیت‌کننده است، در حالی که در عقب دارای سیستم تعلیق چند لینک مستقل است. به گفته مهندس ارشد دارت، سیستم تعلیق در مقایسه با آلفا کمی نرم شده‌است.

## مدل‌ها
داج دارت در طول دوره تولید چهار ساله خود در چندین سطح مختلف عرضه شد که هر مدل دارای سطح متمایز تجهیزات استاندارد و اختیاری خود بود:

### اس‌ئی
اس‌ئی مدل پایه داج دارت بین سال‌های ۲۰۱۳ و ۲۰۱۶ بود. تجهیزات استاندارد زیر را ارائه می‌کرد: موتور ۲٫۰ لیتری تایگرشارک با قدرت ۱۶۰ اسب بخار، گیربکس دستی شش سرعته، استریو AM/FM با پخش‌کننده CD/MP3 تک دیسک با دستگاه کمکی و ورودی‌های USB، سیستم صوتی چهار بلندگو، بخاری (بدون تهویه مطبوع)، شیشه‌های برقی و قفل درها، سطوح نشیمن پارچه‌ای، صندلی‌های سطلی جلو با قابلیت تنظیم دستی دوگانه، صندلی نیمکت عقب تاشو تقسیم‌شونده، ابزار دقیق، رینگ فولادی ۱۵ اینچ با قالپاق پلاستیکی و دستگیره‌های در و آینه‌های جانبی سیاه. گزینه‌های اضافی موجود برای این مدل شامل گروه تجهیزات محبوب اس‌ئی است که تجهیزاتی مانند تهویه مطبوع، بلوتوث U Connect با پخش صدا، رادیو ماهواره ای SiriusXM، سیستم صوتی با شش بلندگو، ورودی بدون کلید و آینه‌های جانبی هم‌رنگ بدنه را اضافه می‌کند. یک گیربکس شش سرعته اتوماتیک نیز برای این تریم موجود بود. در اواسط سال ۲۰۱۶، تریم اس‌ئی دوج دارت متوقف شد.

### اس‌ایکس‌تی
اس‌ایکس‌تی بین سال‌های ۲۰۱۳ و ۲۰۱۶ تریم «سطح متوسط» داج دارت بود. تجهیزات زیر را به تریم پایه اس‌ئی اضافه کرد: چرخ‌های آلیاژی آلومینیومی شانزده اینچی (مدل‌های ۲۰۱۴ و جدیدتر)، بلوتوث U Connect با پخش صدا، رادیو ماهواره ای SiriusXM، یک سیستم صوتی با شش بلندگو (سیستم صوتی با چهار بلندگو پس از اواسط سال ۲۰۱۶)، تهویه مطبوع، ورودی بدون کلید و دستگیره‌های در و آینه‌های جانبی با کلیدهای رنگی خارجی. گزینه‌های اضافی برای این سطح تریم شامل رینگ‌های آلیاژی آلومینیومی شانزده اینچی (استاندارد در مدل‌های ۲۰۱۴ و جدیدتر)، سیستم اطلاعات سرگرمی با صفحه نمایش لمسی ۸٫۴ اینچی U Connect، صدای ۵۰۶ واتی آلپاین با صدای فراگیر تقویت شده با ۹ بلندگو بود. سیستم، استارت از راه دور، گیربکس شش سرعته اتوماتیک، موتور ۱٫۴ لیتری MultiAir I4 با قدرت ۱۶۰ اسب بخار، پکیج Rallye، صفحه نمایش خوشه ابزار TFT هفت اینچی و صندلی سطلی راننده با قابلیت تنظیم برقی. در طی چند ماه پایانی تولید دوج دارت، این مدل با نام اس‌ایکس‌تی اسپورت شناخته شد و با توقف تریم مدل پایه قبلی اس‌ئی، به تریم پایه دوج دارت تبدیل شد.

### لیمیتد
لیمیتد بین سال‌های ۲۰۱۳ و ۲۰۱۶ تریم «بالا» ی دارت بود و تجهیزات زیر را به سطح تریم اس‌ایکس‌تی «سطح متوسط» اضافه کرد: رینگ‌های آلومینیومی هفده اینچی، سیستم اطلاعات سرگرمی U Connect 8.4 اینچی. صندلی سطلی راننده جلو با قابلیت تنظیم برقی، سطوح نشیمن با روکش چرم لوکس ناپا (مدل‌های ۲۰۱۴ به بعد)، صندلی‌های جلو با دو گرمکن، صفحه نمایش خوشه ابزار TFT هفت اینچی، گیربکس شش سرعته اتوماتیک، ۱۶۰ اسب بخار قدرت ۱٫۴ موتور I4 توربوشارژ L MultiAir، موتور چهار سیلندر خطی ۲٫۴ لیتری Tigershark با قدرت ۱۸۴ اسب بخار (استاندارد در مدل‌های بعدی)، رینگ‌های آلیاژی آلومینیومی صیقلی هفده اینچی، ناوبری GPS, Enter-n'-Go بدون کلید با استارت دکمه‌ای سیستم صوتی فراگیر تقویت‌شده ممتاز Alpine با ۹ بلندگو، ۵۰۶ وات، و سطوح نشیمن با روکش چرم لوکس ناپا (فقط در مدل‌های ۲۰۱۳ اختیاری). در اواسط سال ۲۰۱۶، تریم لیمیتد دوج دارت متوقف شد.

### آئرو
تریم آئروی داج دارت که از سال ۲۰۱۳ تا ۲۰۱۶ در دسترس بود و بر اساس سطح تریم اس‌ایکس‌تی «سطح متوسط» بود؛ بر مصرف سوخت تمرکز داشت و ویژگی‌های زیر را به آن مدل اضافه کرد: U Connect صفحه نمایش لمسی ۸٫۴ اینچی اطلاعات سرگرمی سیستم و موتور ۱٫۴ لیتری مولتی‌ایر ۱۶۰ اسب بخاری. ویژگی‌های اضافی در این سطح تریم شامل چرخ‌های آلیاژی آلومینیومی، گیربکس شش سرعته اتوماتیک دوکلاچه و استارت از راه دور است. تریم Aero Dodge Dart به رتبه مصرف سوخت EPA 41 MPG Highway دست یافت. در اواسط سال ۲۰۱۶، سطح تریم آئرو داج دارت متوقف شد.

### جی‌تی
جی‌تی بین سال‌های ۲۰۱۳ و ۲۰۱۶ بهترین تریم داج دارت بود. این خودرو تجهیزات زیر را به تریم محدود اضافه کرد: سطوح نشیمن با روکش چرم لوکس Nappa, Enter-n'-Go بدون کلید با فشار استارت دکمه‌ای، چرخ‌های آلیاژی آلومینیومی هجده اینچی گرانیت کریستالی، سیستم صوتی فراگیر تقویت‌شده ممتاز Alpine با ۹ بلندگو و موتور ۲٫۴ لیتری تایگرشارک با قدرت ۱۸۴ اسب بخار. گزینه‌های اضافی در این سطح تریم شامل رینگ‌های آلیاژی آلومینیومی هایپر بلک هجده اینچی، گیربکس شش سرعته اتوماتیک و استارت از راه دور بود. در چند ماه پایانی تولید دوج دارت، این مدل با نام جی‌تی اسپورت شناخته می‌شد.

## موتورها

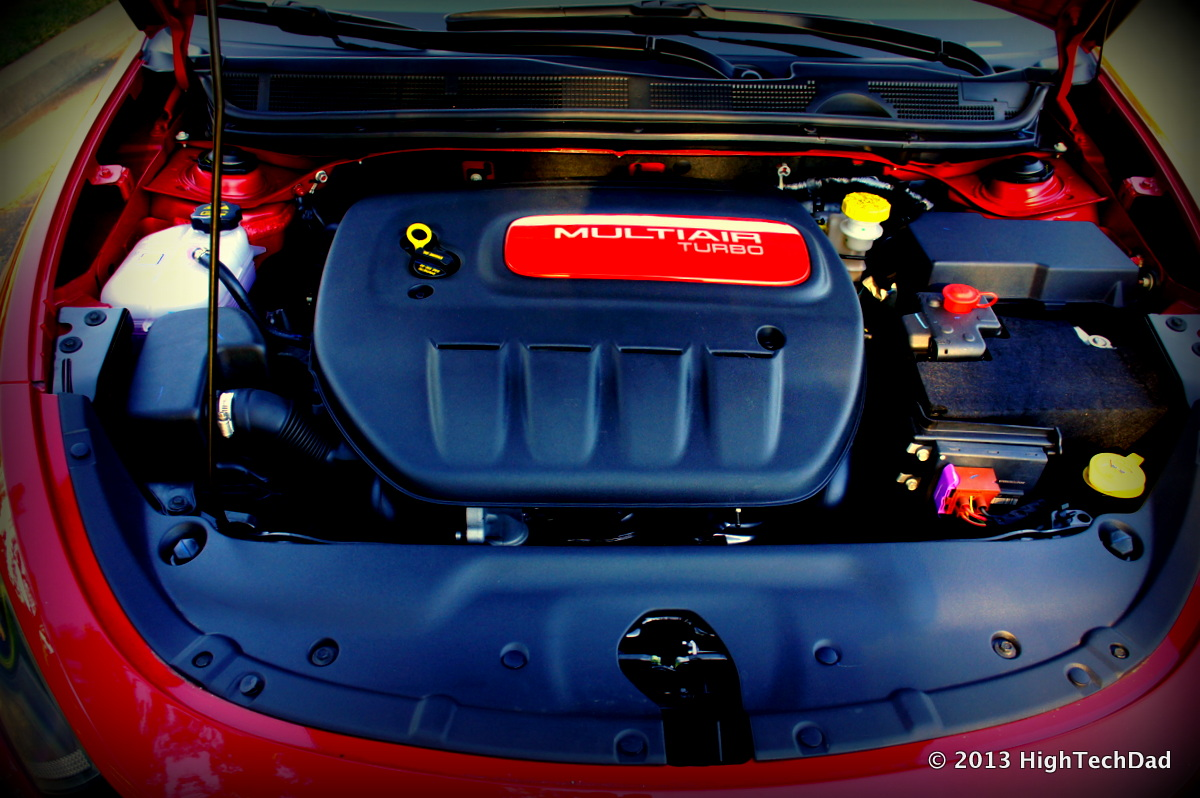
موتور داج دارت رالی

دارت دارای سه گزینه موتور است: یک موتور ۱۶ سوپاپ ۲ لیتری تایگرشارک، یک موتور چهارسیلندر خطی ۱۶ سوپاپ ۲٫۴ لیتری مولتی‌ایر ۲ «تایگرشارک» و یک موتور توربو ۱٫۴ لیتری ۱۶ سوپاپ مولتی‌ایر توربوشارژر اینترکولردار که در آلفا رومئو جولیتا نیز استفاده شده‌است. این موتور برای استفاده آمریکایی، ها مجدداً تنظیم شده‌است (به عنوان مثال، درجه روغن مورد نیاز به روغنی که به‌طور گسترده در ایالات متحده و کانادا موجود است تغییر یافته‌است) در فیات ۵۰۰ آبارث تغییر داده‌است. دارت ۱٫۴تی همچنین گشتاور بیشتری نسبت به آبارث خواهد داشت. یک جعبه‌دنده دستی ۶ سرعته با تمام گزینه‌های موتور موجود است. همچنین یک گیربکس شش سرعته اتوماتیک در موتورهای ۲٫۰ و ۲٫۴ لیتری اختیاری است و یک گیربکس شش سرعته دوکلاچه در نسخه ۱٫۴ لیتری توربو موجود است. مارکیونه گفته‌است که تا مدتی بعد یک ۹ سرعته اتوماتیک در دسترس نخواهد بود. همه موتورهای دارت در داندی، میشیگان ساخته شده‌اند.
در سال ۲۰۱۴، دارت اس‌تی‌ایکس و لیمیتد شامل یک موتور ۲٫۴ لیتری آی۴ با رتبه‌بندی اسب بخار افزایش یافته بود؛ در حالی که موتور ۲٫۰ لیتری تایگرشارک فقط در مدل پایه اس‌ئی در دسترس بود. موتور ۲٫۴ لیتری آی۴ در اواخر سال ۲۰۱۳ با معرفی مدل دارت جی‌تی عرضه شد. مدل‌های دارت آئرو، رالی، اس‌ایکس‌تی و لیمیتد تنها مدل‌های موجود با موتور ۱٫۴ لیتری مولتی‌ایر توربوشارژ آی۴ هستند.
| مدل                                                         | نوع موتور                                  | ظرفیت پیستون                         | قدرت                                                 | گشتاور                                            | مصرف سوخت (شهر/بزرگراه) EPA est. | یادداشت |
| ----------------------------------------------------------- | ------------------------------------------ | ------------------------------------ | ---------------------------------------------------- | ------------------------------------------------- | --- | ------- |
| اس‌ئی، اس‌ایکس‌تی (۲۰۱۳)، اس‌تی‌ایکس اسپورت، رالی، لیمیتد (۲۰۱۳) | ۲٫۰ لیتری تایگرشارک آی۴ کرایسلر            | ۱۹۹۹ سی‌سی (۱۲۲ مکعب اینچ)            | ۱۶۰ اسب بخار ترمز (۱۱۹ کیلووات) در ۶۴۰۰ دور در دقیقه | ۱۴۸ پوند-فوت (۲۰۱ نیوتن متر) در ۴۶۰۰ دور در دقیقه | ۲۵ مایل بر گالون آمریکایی (۹٫۴ لیتر بر ۱۰۰ کیلومتر؛ ۳۰ مایل بر گالون بریتانیایی) / ۳۶ مایل بر گالون آمریکایی (۶٫۵ لیتر بر ۱۰۰ کیلومتر؛ ۴۳ مایل بر گالون بریتانیایی) | -       |
| اس‌ایکس‌تی (۲۰۱۳)، رالی، لیمیتد (۲۰۱۴)                        | ۱٫۴ لیتری آی۴ فایر مولتی‌ایر توربو فیات     | ۱٬۳۶۸ سانتی‌متر مکعب (۸۳٫۵ اینچ مکعب) | ۱۶۰ اسب بخار ترمز (۱۱۹ کیلووات) در ۵۵۰۰ دور در دقیقه | ۱۸۴ پوند-فوت (۲۴۹ نیوتن متر) در ۲۵۰۰ دور در دقیقه | ۲۷ مایل بر گالون آمریکایی (۸٫۷ لیتر بر ۱۰۰ کیلومتر؛ ۳۲ مایل بر گالون بریتانیایی) / ۳۹ مایل بر گالون آمریکایی (۶٫۰ لیتر بر ۱۰۰ کیلومتر؛ ۴۷ مایل بر گالون بریتانیایی) | -       |
| آئرو                                                        | ۱٫۴ لیتری آی۴ فایر مولتی‌ایر توربو فیات     | ۱٬۳۶۸ سانتی‌متر مکعب (۸۳٫۵ اینچ مکعب) | ۱۶۰ اسب بخار ترمز (۱۱۹ کیلووات) در ۵۵۰۰ دور در دقیقه | ۱۸۴ پوند-فوت (۲۴۹ نیوتن متر) در ۲۵۰۰ دور در دقیقه | ۲۷ مایل بر گالون آمریکایی (۸٫۷ لیتر بر ۱۰۰ کیلومتر؛ ۳۲ مایل بر گالون بریتانیایی) / ۴۱ مایل بر گالون آمریکایی (۵٫۷ لیتر بر ۱۰۰ کیلومتر؛ ۴۹ مایل بر گالون بریتانیایی) | -       |
| اس‌ایکس‌تی، لیمیتد، جی‌تی، جی‌تی اسپورت                         | ۲٫۴ لیتری آی۴ تایگرشارک مولتی‌ایر ۲ کرایسلر | ۲٬۳۶۰ سی سی (۱۴۴ مکعب اینچ)          | ۱۸۴ اسب بخار ترمز (۱۳۷ کیلووات) در ۶۲۵۰ دور در دقیقه | ۱۷۱ پوند-فوت (۲۳۲ نیوتن متر) در ۴۸۰۰ دور در دقیقه | ۲۳ مایل بر گالون آمریکایی (۱۰ لیتر بر ۱۰۰ کیلومتر؛ ۲۸ مایل بر گالون بریتانیایی) / ۳۳ مایل بر گالون آمریکایی (۷٫۱ لیتر بر ۱۰۰ کیلومتر؛ ۴۰ مایل بر گالون بریتانیایی)  | -       |

*منبع:
- تنظیمات موتور و گیربکس

| مدل موتور                                  | سال‌ها     | جعبه‌دنده                                      |
| ------------------------------------------ | --------- | --------------------------------------------- |
| ۲٫۰ لیتری آی۴ تایگرشارک کرایسلر            | ۲۰۱۲–۲۰۱۶ | ۶ سرعته دستی، ۶ سرعته اتوماتیک (پاورتک ۶اف۲۴) |
| ۱٫۴ لیتری آی۴ فایر مولتی‌ایر توربو فیات     | ۲۰۱۲–۲۰۱۶ | ۶ سرعته دستی، ۶ سرعته دوگانه کلاچ خشک         |
| ۲٫۴ لیتری آی۴ تایگرشارک مولتی‌ایر ۲ کرایسلر | ۲۰۱۲–۲۰۱۶ | ۶ سرعته دستی، ۶ سرعته اتوماتیک (پاورتک ۶اف۲۴) |

## ایمنی
دارت به ویژگی‌های ایمنی متعددی مجهز است، مانند: دستیار ترمز، دیفرانسیل قفل ترمز، پشتیبانی از ترمز بارانی، جبران هیدرولیک تقویت، کنترل پایداری الکترونیکی، کنترل کشش، ترمز ضد قفل، کاهش چرخش الکترونیکی، کمک به حرکت در سربالایی ، کنترل چرخش تریلر، دوربین پشتیبان عقب و کمک پارک عقب. دارت دارای ۱۰ کیسه هوای استاندارد است. همچنین دارای یک سیستم تکیه گاه سر واکنشی برای صندلی‌های جلو است و دیگر سیستم‌های موجود نظارت بر نقاط کور و تشخیص مسیر متقاطع عقب هستند. جولیتا، که دارت بر اساس آن ساخته شده‌است؛ بالاترین امتیاز را برای یک خودروی کامپکت در تست‌های یورو ان‌سی‌ای‌پی کسب کرده‌است.
مؤسسه بیمه ایمنی بزرگراه (IIHS) به دارت ۲۰۱۳ در تست‌های تصادف مانع افست جلو، واژگونی و برخورد جانبی امتیاز پنج ستاره ایمنی داد. دارت همچنین جایزه ایمنی برتر IIHS را برای سال ۲۰۱۲ به دست آورد.
| همپوشانی کوچک جلو: سمت راننده | قابل قبول |
| همپوشانی متوسط جلو            | خوب       |
| بغل                           | خوب       |
| مقاومت سقف                    | خوب       |
| تکیه‌گاه سر و صندلی            | خوب       |

| کلی:                 | 5/5 ستاره |
| راننده:              | 5/5 ستاره |
| سرنشین جلو:          | 5/5 ستاره |
| سرنشین عقب سمت چپ:   | 5/5 ستاره |
| سرنشین عقب سمت راست: | 5/5 ستاره |
| سرنشین وسط:          | 5/5 ستاره |
| واژگونی:             | / ۱۰٫۷۰٪  |

## ورزش‌های موتوری و اس‌آرتی
در نمایشگاه بین‌المللی خودروی نیویورک در سال ۲۰۱۲، یک داج دارت چهارچرخ محرک رالی به نمایش گذاشته شد. خودروی آبی و سفید با نشان اس‌آرتی وارد مسابقات قهرمانی جهانی رالی کراس ۲۰۱۲ شد که توسط قهرمان چهار دوره رالی آمریکا، تراویس پاسترانا و هم‌تیمی‌هایش رانندگی می‌شد.
بر اساس دوج دارت ۲۰۱۳، این خودرو شامل یک موتور ۲٫۰ لیتری ۴ سیلندر ۱۶ سوپاپ توربوشارژر با قدرت ۶۰۰ اسب بخار (۴۴۷ کیلووات) و بیش از ۵۵۰ پوند-فوت (۷۴۶ نیوتن متر) گشتاور بود. حضور دارت در فصل قهرمانی مسابقات جهانی رالی کراس در سال ۲۰۱۳ ادامه یافت؛ اما پس از اینکه پاسترانا در هر دو سال رتبه دهم را در جدول رده‌بندی راننده‌ها کسب کرد، دوج از این سری خارج شد و او در سال ۲۰۱۴ به تیم رالی سوبارو آمریکا بازگشت.
دارت اس‌آرتی ۴ در ابتدا بر اساس برنامه پنج ساله گروه فیات کرایسلر اتومبیلز (FCA) در سال ۲۰۱۴ برای عرضه در دسامبر ۲۰۱۶ برنامه‌ریزی شده بود. با این حال، به دلیل تصمیم به پایان تولید دارت، نسخه اس‌آرتی ۴ لغو شد.

## مدل‌های فیات
فیات ویاجو («سفر» در فارسی)، همچنین به نام fēi xíang (菲翔)، یک نسخه سدان از دوج دارت برای بازار چین است که توسط مرکز طراحی گروه فیات در تورین، ایتالیا طراحی شده‌است. این خودرو با یک موتور ۱٫۴ لیتری تی-جت با قدرت ۱۲۰ اسب بخار (۸۸ کیلووات) یا ۱۵۰ اسب بخار (۱۱۰ کیلووات)، همراه با گیربکس ۵ سرعته دستی یا ۶ سرعته دوکلاچه برای سال‌های ۲۰۱۲ و ۲۰۱۳ در دسترس بود. یک گیربکس ۷ سرعته دوکلاچه خشک نیز از سال ۲۰۱۵ تا ۲۰۱۷ استاندارد بود. ویاجو در سال ۲۰۱۲ در نمایشگاه بین‌المللی خودرو پکن رونمایی شد و فروش آن در سه‌ماهه سوم ۲۰۱۲ آغاز شد. تحویل آن نیز در آخر ۲۰۱۲ آغاز شد.

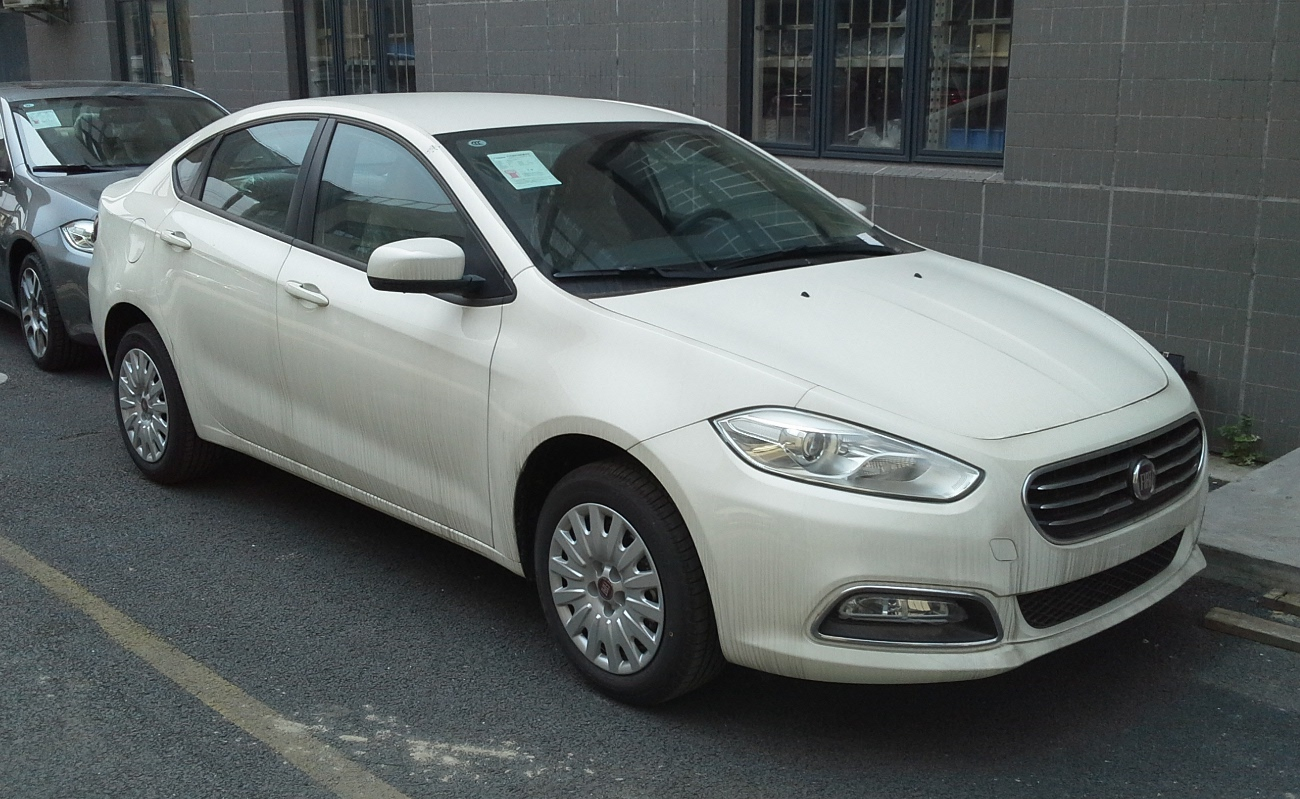
فیات ویاجو (نمای جلو)
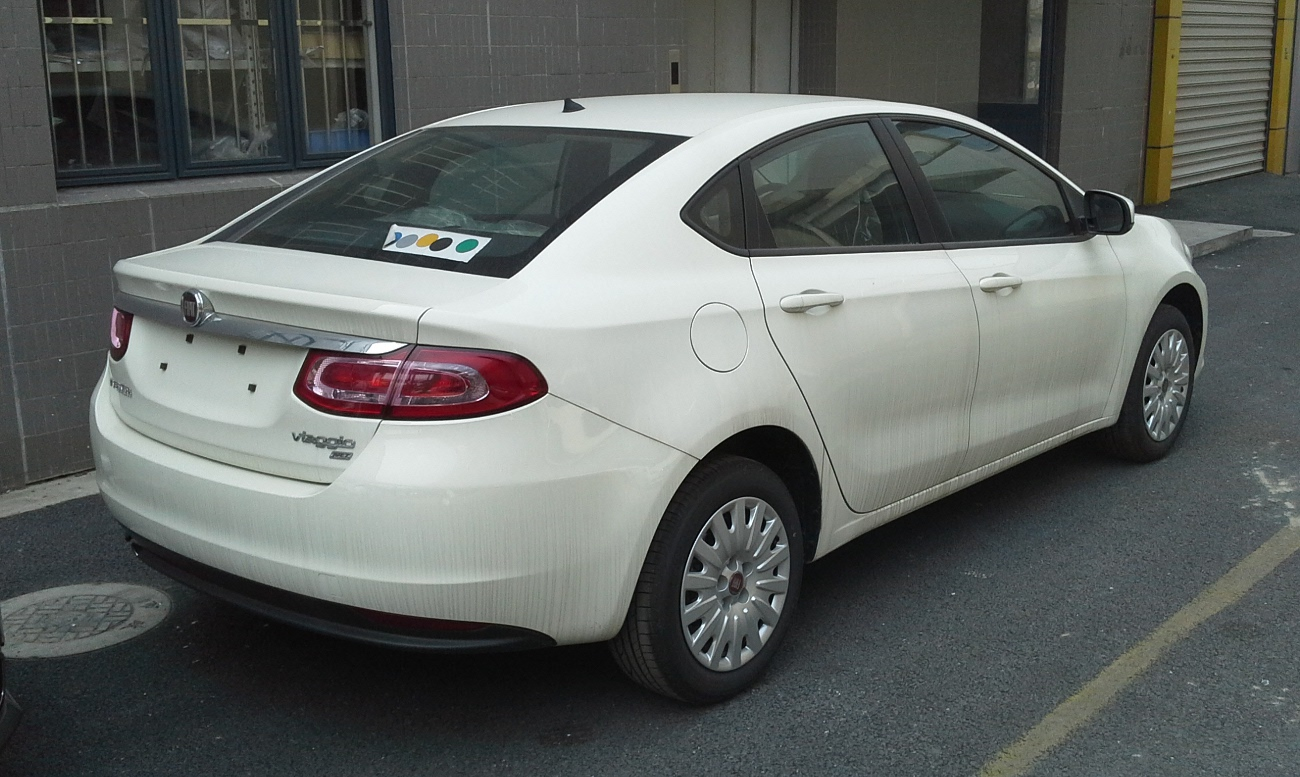
فیات ویاجو (نمای عقب)

فیات اوتیمو یک نسخه هاچ‌بک ۵ در از ویاجو برای بازار چین است. این خودرو در سال ۲۰۱۳ در نمایشگاه خودرو گوانگژو معرفی شد. طراحی اوتیمو توسط روبرتو جیولیتو انجام شده‌است. اوتیمو همان موتور و گیربکس‌هایی را ارائه می‌دهد که به صورت استاندارد در ویاجو وجود دارد.

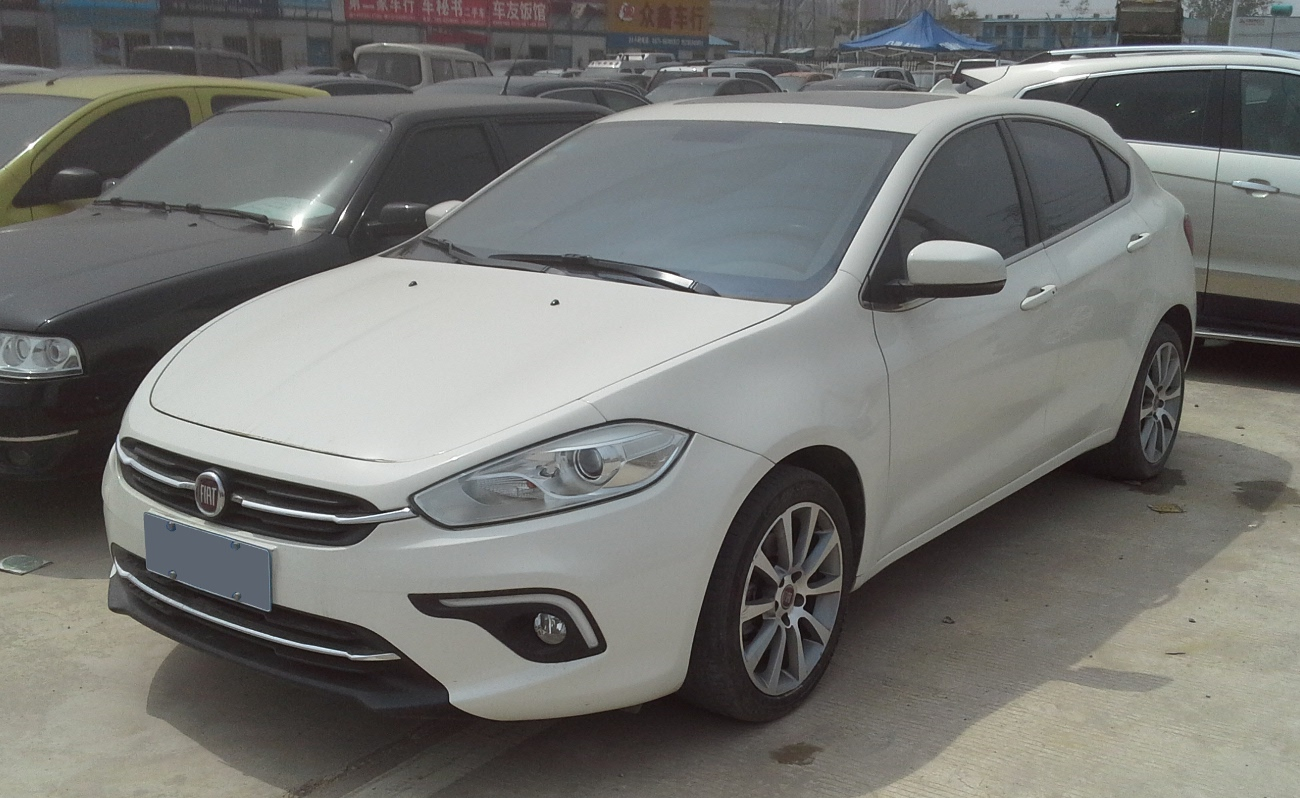
فیات اوتیمو (نمای جلو)
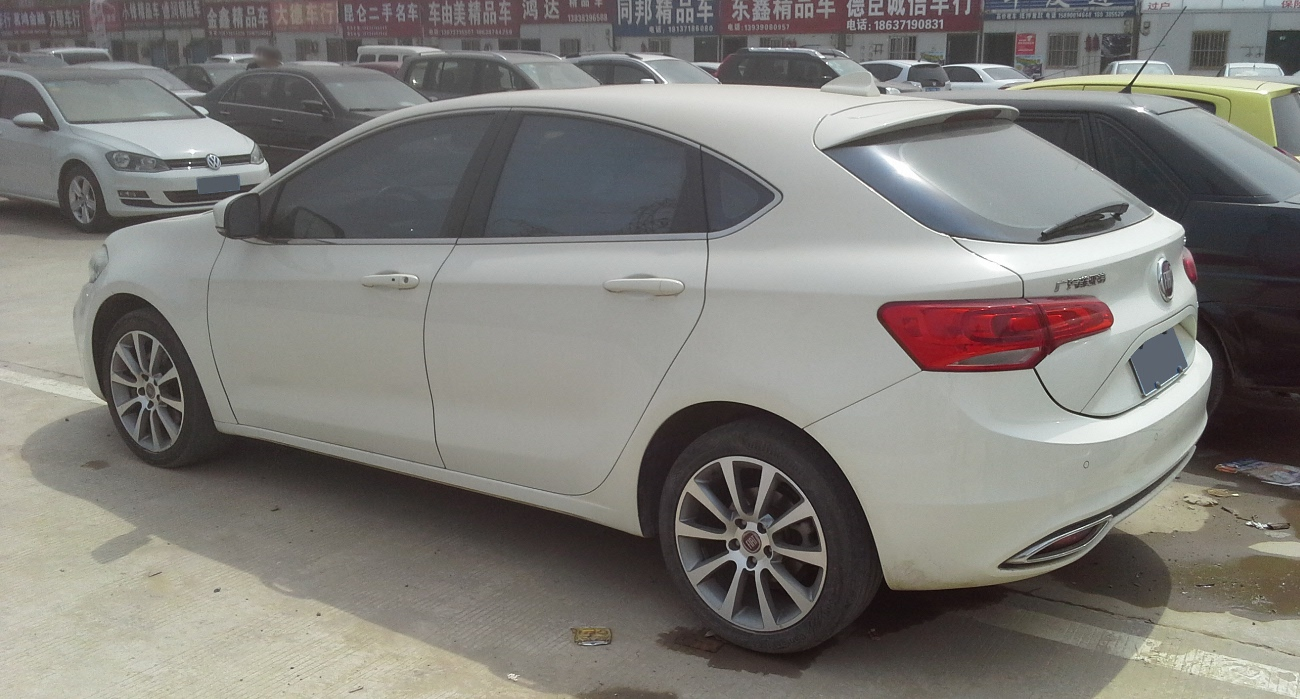
فیات اوتیمو (نمای عقب)

### موتورها
| مدل            | سال‌ها     | تیپ/کد                                                       | قدرت و گشتاور |
| -------------- | --------- | ------------------------------------------------------------ | --- |
| ۱٫۴تی ۱۲۰ اچ‌پی | ۲۰۱۲–۲۰۱۷ | ۱٬۳۶۸ سانتی‌متر مکعب (۸۳٫۵ اینچ مکعب) آی۴ توربو (تی-جت توربو) | ۱۲۰ اسب بخار متری (۸۸ کیلووات؛ ۱۱۸ اسب بخار) در ۵٬۵۰۰ دور در دقیقه، ۲۰۶ نیوتن متر (۱۵۲ پوند-فوت) در ۲٬۵۰۰ دور در دقیقه  |
| ۱٫۴تی ۱۵۰ اچ‌پی | ۲۰۱۲–۲۰۱۷ | ۱٬۳۶۸ سانتی‌متر مکعب (۸۳٫۵ اینچ مکعب) ۴ توربو (تی-جت توربو)   | ۱۵۰ اسب بخار متری (۱۱۰ کیلووات؛ ۱۴۸ اسب بخار) در ۵٬۵۰۰ دور در دقیقه، ۲۳۰ نیوتن متر (۱۷۰ پوند-فوت) در ۳٬۰۰۰ دور در دقیقه |

### جعبه‌دنده‌ها
| مدل                                  | سال‌ها     | نوع                              |
| ------------------------------------ | --------- | -------------------------------- |
| ۱٫۴تی ۱۲۰ اچ‌پی اکسکلوسیو ادیشن       | ۲۰۱۲–۲۰۱۷ | ۵ سرعته دستی، ۶ سرعته دوکلاچه تَر |
| ۱٫۴تی ۱۲۰ اچ‌پی اینجوی ادیشن          | ۲۰۱۲–۲۰۱۷ | ۵ سرعته دستی، ۶ سرعته دوکلاچه تَر |
| ۱٫۴تی ۱۲۰ اچ‌پی انرجایزر اینجوی ادیشن | ۲۰۱۲–۲۰۱۷ | ۶ سرعته دوکلاچه تَر               |
| ۱٫۴تی ۱۵۰ اچ‌پی اکسکلوسیو ادیشن       | ۲۰۱۲–۲۰۱۷ | ۶ سرعته دوکلاچه تَر               |

## تولید
دارت در کارخانه مونتاژ بلویدر کرایسلر تولید می‌شد که در آن دوج کالیبر (۲۰۰۶–۲۰۱۱), جیپ کامپس، جیپ پاتریوت، نسل‌های اول و دوم کرایسلر نئون (۱۹۹۵–۲۰۰۵) و دوج اس‌آرتی-۴ (۲۰۰۳–۲۰۰۵) نیز تولید می‌شدند.
دارت از یک نوع اصلاح شده از پلتفرم کامپکت فیات استفاده می‌کرد که با آلفا رومئو جولیتا (۹۴۰) مشترک بود، ۱٫۵ اینچ (۳۸ میلی‌متر) عریض شد و فاصلهٔ بین دو محور آن ۳٫۷ اینچ (۹۴ میلی‌متر) افزایش یافت - و پلت‌فرم کامپکت یواس واید (CUSW) را ایجاد کرد. پلت‌فرم اصلاح شده که با الزامات ایالات متحده سازگار شده و متعاقباً پلت‌فرم پی‌اف را مجدداً طراحی کرد؛ طی تقریباً ۱۸ ماه با هزینه ۱ میلیارد دلار آمریکا طراحی شد.

## بازاریابی
در ماه مه ۲۰۱۳، داج دارت در فیلمی برای تبلیغ فیلم سریع و خشمگین ۶ ظاهر شد، ولی در خود فیلم ظاهر نشد. این ماشین در سریع و خشمگین ۶: بازی ظاهر می‌شود.

## توقف تولید
در ۲۷ ژانویه ۲۰۱۶، فیات کرایسلر پایان تولید داج دارت و کرایسلر ۲۰۰ را اعلام کرد تا تمرکز خود را به سمت خودروهای کراس اوور هدایت کند. طرحی برای انتقال تولید از کارخانه مونتاژ بلویدر به مکزیک در حال انجام بود؛ اما بعداً لغو شد.
تولید دارت پس از شکست در برآورده کردن انتظارات فروش، در ۲ سپتامبر ۲۰۱۶ پایان یافت و در بازار مکزیک داج نئون احیا شده بر اساس فیات تیپو جای آن را گرفت.
طی یک کنفرانس مطبوعاتی که در نمایشگاه خودروی دیترویت ۲۰۱۷ برگزار شد، سرجو مارکیونه، رئیس فیات کرایسلر گفت: «هم اکنون می‌توانم به شما بگویم که هر دو خودروی کرایسلر ۲۰۰ و دوج دارت، به همان اندازه که محصولات عالی‌ای بودند، در طول این هشت سالی که من مدیرعامل فیات کرایسلر بودم کمترین سود مالی را در بین شرکت‌های ما داشتند». وی همچنین افزود افزود: «من هیچ سرمایه‌گذاری‌ای را نمی‌شناسم که به اندازه این دو سرمایه‌گذاری بد باشد».

## فروش
فروش ویاجو و اوتیمو در سپتامبر ۲۰۱۷ به دلیل عملکرد پایین فروش به پایان رسید و تنها ۱۶۲۳ ویاجو و ۶۵۰ اوتیمو در طول سال پایانی تولید فروخته شد.
| سال  | ایالات متحده | کانادا | مکزیک | چین        | چین         |
| سال  | ایالات متحده | کانادا | مکزیک | فیات ویاجو | فیات اوتیمو |
| ---- | ------------ | ------ | ----- | ---------- | ----------- |
| ۲۰۱۲ | ۲۵٬۳۰۴       | ۳٬۴۶۰  | ۲٬۵۲۶ | ۱۱٬۲۸۸     |             |
| ۲۰۱۳ | ۸۳٬۳۸۸       | ۹٬۸۷۰  | ۱٬۰۶۶ | ۴۸٬۳۷۵     |             |
| ۲۰۱۴ | ۸۳٬۸۵۸       | ۷٬۶۲۳  | ۸۴۹   | ۴۳٬۹۲۲     | ۲۴٬۱۶۸      |
| ۲۰۱۵ | ۸۷٬۹۰۸       | ۳٬۰۶۱  | ۲۹۲   | ۲۱٬۳۹۹     | ۱۰٬۰۸۲      |
| ۲۰۱۶ | ۴۳٬۴۰۲       | ۱٬۴۲۴  | ۴۴    | ۷٬۶۱۸      | ۵٬۰۸۱       |
| ۲۰۱۷ | ۱۰٬۰۸۲       | ۵۳۳    |       | ۱٬۶۲۳      | ۶۵۰         |
| ۲۰۱۸ | ۳۸۶          | ۴      |       | ۲۴۸        | ۲۱          |
| ۲۰۱۹ | ۱۶           | ۱      |       | ۲۳         |             |
| ۲۰۲۰ | ۵            |        |       |            |             |
| ۲۰۲۱ | ۱۰           | ۱      |       |            |             |